# Śiwaizm tamilski
Śiwaizm tamilski – jedna z sześciu głównych szkół indyjskiego śiwaizmu (trzech do dziś istniejących). Była silnie dewocyjnym systemem religijnym (bhakti), klasyfikującą się jako monoteizm. Głosiła filozofię dualistyczną, twierdząc, że realne są trzy odrębne rodzaje bytu: Brahman, dusze i materia.
Śiwaizm tamilski powstał w rejonie rzeki Kaweri ok. VII wieku. Rozpoczął się od tradycji dewocyjnych hymnów do Śiwy głoszonej przez najanmarów (świętych śpiewaków), w języku tamilskim.